# Campionati europei di judo 2018
I Campionati europei di judo 2018 sono stati la 29ª edizione della competizione organizzata dalla European Judo Union. Si sono svolti a Tel Aviv, in Israele, dal 26 al 28 aprile 2018.

## Partecipanti
Hanno partecipato ai campionati 368 judoka in rappresentanza di 44 federazioni affiliate all'European Judo Union.
- Albania (3)
- Armenia (3)
- Austria (9)
- Azerbaigian (16)
- Bielorussia (9)
- Belgio (14)
- Bosnia ed Erzegovina (5)
- Bulgaria (4)
- Croazia (6)
- Cipro (5)
- Rep. Ceca (5)
- Danimarca (2)
- Estonia (4)
- Francia (18)
- Georgia (9)
- Germania (12)
- Regno Unito (12)
- Grecia (4)
- Ungheria (14)
- Islanda (3)
- Irlanda (3)
- Israele (17)
- Italia (16)
- Kosovo (4)
- Lettonia (5)
- Lituania (6)
- Lussemburgo (1)
- Moldavia (6)
- Monaco (1)
- Montenegro (9)
- Paesi Bassi (16)
- Norvegia (1)
- Polonia (11)
- Portogallo (15)
- Romania (11)
- Russia (18)
- Serbia (6)
- Slovacchia (5)
- Slovenia (13)
- Spagna (9)
- Svezia (6)
- Svizzera (5)
- Turchia (12)
- Ucraina (15)

## Medagliere
| Posiz. | Nazione              | Oro | Argento | Bronzo | Totale |
| ------ | -------------------- | --- | ------- | ------ | ------ |
| 1      | Russia               | 4   | 1       | 3      | 8      |
| 2      | Francia              | 3   | 2       | 0      | 5      |
| 3      | Kosovo               | 1   | 1       | 0      | 2      |
| 3      | Slovenia             | 1   | 1       | 0      | 2      |
| 3      | Belgio               | 1   | 1       | 0      | 2      |
| 6      | Israele              | 1   | 0       | 3      | 4      |
| 7      | Paesi Bassi          | 1   | 0       | 2      | 3      |
| 8      | Armenia              | 1   | 0       | 0      | 1      |
| 8      | Rep. Ceca            | 1   | 0       | 0      | 1      |
| 10     | Regno Unito          | 0   | 2       | 3      | 5      |
| 11     | Germania             | 0   | 1       | 2      | 3      |
| 12     | Italia               | 0   | 1       | 1      | 2      |
| 12     | Serbia               | 0   | 1       | 1      | 2      |
| 12     | Azerbaigian          | 0   | 1       | 1      | 2      |
| 16     | Ungheria             | 0   | 1       | 0      | 1      |
| 16     | Bulgaria             | 0   | 1       | 0      | 1      |
| 16     | Bosnia ed Erzegovina | 0   | 1       | 0      | 1      |
| 18     | Austria              | 0   | 0       | 2      | 2      |
| 18     | Ucraina              | 0   | 0       | 2      | 2      |
| 20     | Svizzera             | 0   | 0       | 1      | 1      |
| 20     | Bielorussia          | 0   | 0       | 1      | 1      |
| 20     | Portogallo           | 0   | 0       | 1      | 1      |
| 20     | Svezia               | 0   | 0       | 1      | 1      |
| 20     | Turchia              | 0   | 0       | 1      | 1      |
| 20     | Spagna               | 0   | 0       | 1      | 1      |
| 20     | Grecia               | 0   | 0       | 1      | 1      |
| Totale | Totale               | 14  | 14      | 28     | 56     |

## Podi

### Uomini
| Evento        | Oro                  | Argento          | Bronzo                                     |
| fino a 60 kg  | Islam Jašuev         | Janislav Gerčev  | Ashley Mckenzie Beslan Mudranov            |
| fino a 66 kg  | Adrian Gomboc        | Matteo Medves    | Tal Flicker Dzmitryj Šėršan'               |
| fino a 73 kg  | Ferdinand Karapetian | Hidayət Heydərov | Tommy Macias Bilal Çiloğlu                 |
| fino a 81 kg  | Sagi Muki            | Sami Chouchi     | Aslan Lappinagov Antonio Esposito          |
| fino a 90 kg  | Michail Igol'nikov   | Nemanja Majdov   | Nikoloz Sherazadishvili Theodoros Tselidis |
| fino a 100 kg | Toma Nikiforov       | Cyrille Maret    | Zelim Kotsoiev Peter Paltchik              |
| oltre 100 kg  | Lukáš Krpálek        | Tamerlan Bašaev  | Henk Grol Stephan Hegyi                    |

### Donne
| Evento       | Oro                 | Argento          | Bronzo                                |
| fino a 48 kg | Irina Dolgova       | Éva Csernoviczki | Maryna Černjak Milica Nikolić         |
| fino a 52 kg | Natal'ja Kuzjutina  | Distria Krasniqi | Evelyne Tschopp Gefen Primo           |
| fino a 57 kg | Nora Gjakova        | Theresa Stoll    | Telma Monteiro Anastasija Konkina     |
| fino a 63 kg | Clarisse Agbegnenou | Tina Trstenjak   | Lucy Renshall Martyna Trajdos         |
| fino a 70 kg | Kim Polling         | Sally Conway     | Gemma Howell Michaela Polleres        |
| fino a 78 kg | Madeleine Malonga   | Audrey Tcheuméo  | Natalie Powell Anna Maria Wagner      |
| oltre 78 kg  | Romane Dicko        | Larisa Cerić     | Jelyzaveta Kalanina Tessie Savelkouls |